# Globidens
Globidens ("dents de globus") és un gènere de sauròpsids (rèptils) escatosos de la família dels mosasàurids que visqueren al Cretaci superior, en el que avui és Nord-amèrica.

## Taxonomia
- Globidens alabamaensis
- Globidens dakotensis
- Globidens aegypticus